# Friedrich Voß (Zoologe)
Friedrich Voß (* 19. August 1877 in Düsseldorf; † 23. Januar 1950) war ein deutscher Zoologe und Professor an der Universität Göttingen und der Friedrich-Wilhelms-Universität zu Berlin.

## Leben
Während seines Studiums wurde er in Göttingen 1897 Mitglied der Burschenschaft Brunsviga. Voß promovierte 1905 in Göttingen, war seit 1906 Assistent am Zoologischen Institut Göttingen und habilitierte sich 1910 für Zoologie mit einer Arbeit über Entomologie. 1919 wurde er wegen seiner Gegner in der Fakultät vorläufig nicht zum Professor ernannt. 1921 erhielt er einen Lehrauftrag für Landesfauna und Landwirtschaftliche Zoologie und wurde ao. Professor. Die Fakultät lehnte 1922 wegen schwacher wissenschaftlicher Leistungen ein Extraordinariat für ihn ab und empfahl ihm 1924 den Weggang aus Göttingen. Voß war 1919 Mitglied des Verbandes zur Befreiung vom Judenjoch zu Göttingen, den der Althistoriker Hugo Willrich gegründet hatte, seit 1932 Mitglied der NSDAP und Scharführer der SA. In der SA war er Sturmschulungswart. Im November 1933 unterzeichnete er das Bekenntnis der deutschen Professoren zu Adolf Hitler. Er forderte Entschädigung wegen der Nichteinrichtung seiner Professur in der Weimarer Republik. 1935 wurde er ao. Professor und Leiter der Säugetierabteilung am Zoologischen Museum der Friedrich-Wilhelms-Universität zu Berlin.

## Schriften
- Über die Muskulatur des Thorax von Gryllus domesticus, Leipzig 1905 (=Diss.)

## Belege
1. ↑  Verzeichnis der Alten Herren der Deutschen Burschenschaft. Überlingen am Bodensee 1920, S. 94.
2. ↑  Inventar, S. 116 (Memento des Originals vom 17. März 2007 im Internet Archive)  Info: Der Archivlink wurde automatisch eingesetzt und noch nicht geprüft. Bitte prüfe Original- und Archivlink gemäß Anleitung und entferne dann diesen Hinweis.; Klee: Personenlexikon, S. 646

| Personendaten    | Personendaten     |
| ---------------- | ----------------- |
| NAME             | Voß, Friedrich    |
| ALTERNATIVNAMEN  | Voss, Friedrich   |
| KURZBESCHREIBUNG | deutscher Zoologe |
| GEBURTSDATUM     | 19. August 1877   |
| GEBURTSORT       | Düsseldorf        |
| STERBEDATUM      | 23. Januar 1950   |